# Miriam Pirazzini
Miriam Pirazzini (Castelfranco Veneto, Treviso, Veneto, 21 d'agost, 1918 - Roma (Laci), 26 de desembre, 2016), va ser una mezzosoprano italiana i ocasionalment soprano. Va debutar formalment a Roma, el 1944, com a Laura Adorno a La Gioconda. Durant els següents vint anys, va ser una de les mezzosopranos més importants d'Itàlia.
Abans de Maria Callas, Pirazzini va aparèixer com a Amneris a Aïda, a Rovigo (1948), Reggio Calabria (1951) i l'Arena de Verona (dirigida per G.W. Pabst, 1953); a l'oratori San Giovanni Battista de Perusa (1949); com Azucena a Il trovatore al "Teatro dell'Opera", Roma (1953); i Neris in Médée(la versió italiana de la Médée de Luigi Cherubini) a Venècia (1953), així com en el primer enregistrament d'estudi de l'obra mestra de Cherubini. També va ser l'Adalgisa (en substitució de la indisposada Fedora Barbieri) a la infame Norma a Roma el 1958, quan l'actuació es va cancel·lar després que Callas cantés l'acte I i se sentia incapaç de continuar; va mantenir el paper amb Anita Cerquetti, que va substituir Callas per a les actuacions restants.
Va actuar al "Teatro alla Scala" el 1951, com Maffio Orsini a Lucrezia Borgia, al costat de Caterina Mancini, Mirto Picchi i Nicola Rossi-Lemeni.
Un altre dels papers de Pirazzini va ser el de Princesse de Bouillon a Adriana Lecouvreur, que cantava sovint amb Magda Olivero en el paper principal, a Brescia (1956), Lisboa (1956), Palerm (1959) i Caracas (1961). El 1962, la seva gravació de Suzuki a Madame Butterfly va guanyar un premi Grammy. Va morir a Roma el 26 de desembre de 2016, a l'edat de 98 anys.

## Discografia d'estudi
- Cherubini: Medea (Callas, Scotto, Picchi, Modesti; Serafin, 1957) Casa Ricordi/EMI
- Ponchielli: La Gioconda (Corridori, Campora, Colzani; Parodi, 1952) Urania
- Puccini: Madama Butterfly (de los Ángeles, Björling, Sereni; Santini, 1959) EMI
- Verdi: Aïda (Curtis-Verna, Corelli, Guelfi, Neri; Questa, 1956) Cetra
- Verdi: La forza del destino (Guerrini, Campora, Colzani, Corena; Parodi, p. 1952) Urania
- Verdi: I lombardi (Vitale, Bertocci; Wolf-Ferrari, 1951) Cetra
- Verdi: Otello (Rysanek, Vickers, Gobbi; Serafin, 1960) RCA
- Verdi: Rigoletto (d'Angelo, Tucker, Capecchi; Molinari-Pradelli, 1959) Philips
- Verdi: Il trovatore (Mancini, Lauri-Volpi, Tagliabue; Previtali, 1951) Cetra